# José José

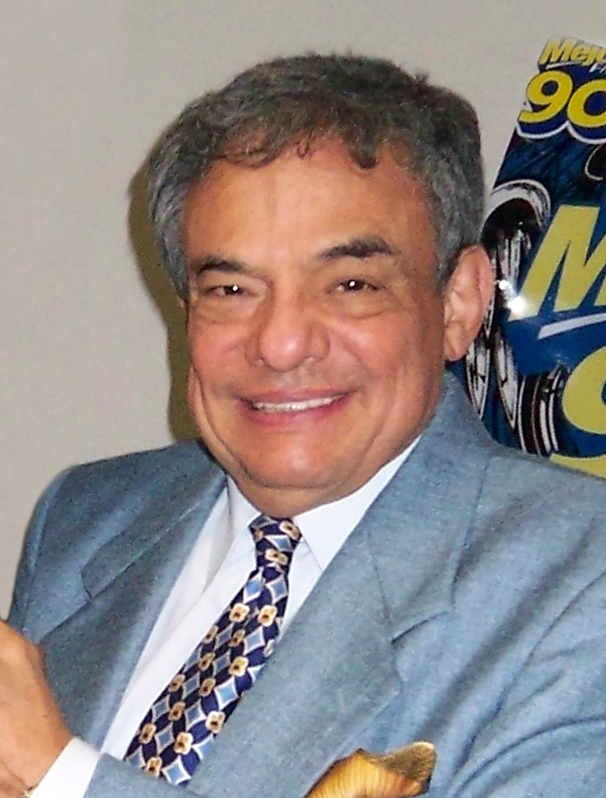
José José (2013)

José José (* 17. Februar 1948 in Azcapotzalco als José Rómulo Sosa Ortiz; † 28. September 2019 in Miami, Florida) war ein mexikanischer Schlagersänger, der eine zweistellige Millionenzahl an Platten verkauft hat (die LA Times schätzte die Verkaufszahlen 1996 auf 30 Millionen) und sechsmal für den Grammy nominiert wurde.

## Leben
Der aus einer Musikerfamilie stammende José hatte schon als Teenager erste Gesangsauftritte.
1966 spielte er Bass bei der Bossa nova und Jazzband Los PEG. Sein Solodebüt war 1969 Cuidado, und 1970 wurde er mit seinem Lied El Triste landesweit bekannt. In der Folgezeit wurde er so ein großer Star, dass er 1974 sogar von Frank Sinatra ein Angebot zu einem Duett bekam, das er aber aufgrund vertraglicher Verpflichtungen nicht annehmen konnte. Nach einem seiner Hits wurde er zum „Príncipe (de la canción)“ erklärt. Sein Album Secretos aus dem Jahr 1983 gilt als sein erfolgreichstes, nach konservativer Schätzung verkaufte es sich vier Millionen Mal.
José wirkte auch in einigen Filmen wie Gavilán o Paloma und Perdóname Todo mit. Er hatte Alkohol- und Drogenprobleme, und ab den 1990er Jahren ließ seine Stimme immer mehr nach und es häuften sich gesundheitliche Probleme. In Anerkennung seines Lebenswerks wurde er 2005 bei den Latin Grammies noch einmal zum „Mann des Jahres“ erklärt. Er starb im September 2019 im Alter von 71 Jahren an Bauchspeicheldrüsenkrebs.

## Diskografie

### Studioalben
| Jahr | Titel             | Höchstplatzierung, Gesamtwochen, AuszeichnungChartplatzierungen (Jahr, Titel, Platzierungen, Wochen, Auszeichnungen, Anmerkungen) | Höchstplatzierung, Gesamtwochen, AuszeichnungChartplatzierungen (Jahr, Titel, Platzierungen, Wochen, Auszeichnungen, Anmerkungen) | Anmerkungen                                                                                |
| Jahr | Titel             | Latin | MX | Anmerkungen                                                                                |
| ---- | ----------------- | --- | --- | ------------------------------------------------------------------------------------------ |
| 1976 | El príncipe       | Latin30 (1 Wo.)Latin | MX3 (133 Wo.)MX | Charteinstieg in US-Latin erst 1991, in Mexiko 2020                                        |
| 1983 | Secretos          | Latin34 (1 Wo.)Latin | MX5 (24 Wo.)MX | Erstveröffentlichung: 11. Oktober 1983 Charteinstieg in US-Latin erst 2019, in Mexiko 2020 |
| 1994 | Grandeza mexicana | Latin34 (5 Wo.)Latin | — | Erstveröffentlichung: 30. August 1994                                                      |
| 1995 | Mujeriego         | Latin17 (23 Wo.)Latin | — | Erstveröffentlichung: 24. Oktober 1995                                                     |
| 2001 | Tenampa           | Latin29 (10 Wo.)Latin | — | Erstveröffentlichung: 25. September 2001                                                   |

grau schraffiert: keine Chartdaten aus diesem Jahr verfügbar
Weitere Studioalben
- 1969: José José
- 1970: La nave del olvido
- 1970: El triste
- 1971: Buscando una sonrisa
- 1972: De pueblo en pueblo
- 1972: Cuando tú me quieras
- 1973: Hasta que vuelvas
- 1974: Vive
- 1975: Tan cerca... Tan lejos
- 1977: Reencuentro
- 1978: Volcán
- 1978: Lo pasado, pasado
- 1979: Si me dejas ahora
- 1980: Amor, amor
- 1981: Romántico
- 1981: Gracias
- 1982: Mi vida
- 1984: Reflexiones
- 1985: Promesas
- 1986: Siempre contigo
- 1987: Soy así
- 1989: ¿Qué es el amor?
- 1990: En las buenas... y en las malas
- 1992: 40 y 20
- 1998: Distancia

### Livealben
| Jahr | Titel                      | Höchstplatzierung, Gesamtwochen, AuszeichnungChartplatzierungen (Jahr, Titel, Platzierungen, Wochen, Auszeichnungen, Anmerkungen) | Höchstplatzierung, Gesamtwochen, AuszeichnungChartplatzierungen (Jahr, Titel, Platzierungen, Wochen, Auszeichnungen, Anmerkungen) | Anmerkungen                           |
| Jahr | Titel                      | Latin | MX | Anmerkungen                           |
| ---- | -------------------------- | --- | --- | ------------------------------------- |
| 1994 | 30 años de ser El Príncipe | Latin46 (2 Wo.)Latin | — | Erstveröffentlichung: 18. Januar 1994 |

grau schraffiert: keine Chartdaten aus diesem Jahr verfügbar

### Kompilationen
| Jahr | Titel                                | Höchstplatzierung, Gesamtwochen, AuszeichnungChartplatzierungen (Jahr, Titel, Platzierungen, Wochen, Auszeichnungen, Anmerkungen) | Höchstplatzierung, Gesamtwochen, AuszeichnungChartplatzierungen (Jahr, Titel, Platzierungen, Wochen, Auszeichnungen, Anmerkungen) | Anmerkungen                            |
| Jahr | Titel                                | Latin | MX | Anmerkungen                            |
| ---- | ------------------------------------ | --- | --- | -------------------------------------- |
| 1982 | 20 Triunfadoras                      | — | MX5 (21 Wo.)MX | Erstveröffentlichung: 7. März 1982     |
| 1992 | Serie Platino                        | Latin13 (1 Wo.)Latin | — | Charteinstieg in US-Latin erst 2019    |
| 1997 | Serie Platino, Vol. 2: 20 Exitos     | Latin28 (15 Wo.)Latin | — | Erstveröffentlichung: 15. Juli 1997    |
| 2002 | Todo Exitos de José José             | Latin54 (3 Wo.)Latin | — |                                        |
| 2003 | El Principe con Trio, Volume 1       | Latin7 Platin · (14 Wo.)Latin | MX84 Gold · (2 Wo.)MX | Erstveröffentlichung: 4. Februar 2003  |
| 2004 | Personalidad                         | Latin21 (2 Wo.)Latin | — | Charteinstieg in US-Latin erst 2019    |
| 2005 | Lo esencial                          | — | MX7 Platin · (54 Wo.)MX | Erstveröffentlichung: 1. Februar 2005  |
| 2005 | 20 inolvidables                      | Latin21 (5 Wo.)Latin | — |                                        |
| 2005 | 20 Éxitos Originales                 | Latin37 (1 Wo.)Latin | — | Charteinstieg in US-Latin erst 2019    |
| 2006 | La historia del principe             | Latin12 (30 Wo.)Latin | — |                                        |
| 2006 | La historia del principe: Los exitos | Latin53 (7 Wo.)Latin | — | Charteinstieg in US-Latin erst 2012    |
| 2007 | Mis duetos                           | Latin36 (6 Wo.)Latin | MX34 (13 Wo.)MX | Erstveröffentlichung: Mai 2007         |
| 2008 | El principe y el bolero              | Latin55 (2 Wo.)Latin | — |                                        |
| 2010 | Ranchero                             | Latin35 (4 Wo.)Latin | MX16 (7 Wo.)MX |                                        |
| 2012 | El romantico & el principe           | Latin46 (3 Wo.)Latin | — | mit Cristian Castro                    |
| 2015 | Antologia                            | — | MX6 (44 Wo.)MX |                                        |
| 2016 | Brillantes                           | — | MX11 (25 Wo.)MX |                                        |
| 2016 | Frente a frente                      | Latin33 (2 Wo.)Latin | MX27 (12 Wo.)MX | mit Marco Antonio Muñiz                |
| 2016 | Mi Historia Musical                  | — | MX22 (21 Wo.)MX |                                        |
| 2018 | Tesoros de Colección                 | — | MX2 (129 Wo.)MX | Erstveröffentlichung: 2. Februar 2018  |
| 2018 | Sinfónico                            | — | MX5 (23 Wo.)MX | Erstveröffentlichung: 23. Februar 2018 |

grau schraffiert: keine Chartdaten aus diesem Jahr verfügbar
Weitere Kompilationen
- 1997: Tesoros
- 1998: Y algo más
- 2014: José José Duetos Volumen 2

### Soundtracks
- 1985: Gavilán o paloma
- 1988: Sabor a mí

### Singles
| Jahr | Titel Album                                                | Höchstplatzierung, Gesamtwochen, AuszeichnungChartsChartplatzierungen (Jahr, Titel, Album, Platzierungen, Wochen, Auszeichnungen, Anmerkungen) | Anmerkungen                                                   |
| Jahr | Titel Album                                                | Latin | Anmerkungen                                                   |
| ---- | ---------------------------------------------------------- | --- | ------------------------------------------------------------- |
| 1986 | Pruebame Promesas                                          | Latin10 (4 Wo.)Latin | Erstveröffentlichung: 10. Februar 1986                        |
| 1986 | ¿Y quién puede ser? Siempre contigo                        | Latin1 (28 Wo.)Latin | Erstveröffentlichung: 1. September 1986                       |
| 1987 | Corre y ve con él Siempre contigo                          | Latin4 (23 Wo.)Latin | Erstveröffentlichung: 16. Februar 1987                        |
| 1987 | Sin saber Siempre contigo                                  | Latin18 (17 Wo.)Latin | Erstveröffentlichung: 11. Mai 1987                            |
| 1987 | Soy así                                                    | Latin1 (29 Wo.)Latin | Erstveröffentlichung: 5. Oktober 1987                         |
| 1988 | Vergüenza me da quererte Soy así                           | Latin8 (19 Wo.)Latin | Erstveröffentlichung: 1. Februar 1988                         |
| 1988 | Mi hembra Soy así                                          | Latin5 (18 Wo.)Latin | Erstveröffentlichung: 15. Februar 1988                        |
| 1988 | Salúdamela mucho Soy así                                   | Latin22 (11 Wo.)Latin | Erstveröffentlichung: 11. April 1988                          |
| 1989 | Como tu ¿Qué es el amor?                                   | Latin1 (25 Wo.)Latin | Erstveröffentlichung: 16. Januar 1989                         |
| 1989 | Él ¿Qué es el amor?                                        | Latin12 (18 Wo.)Latin | Erstveröffentlichung: 19. Juni 1989                           |
| 1989 | Piel de azúcar ¿Qué es el amor?                            | Latin16 (33 Wo.)Latin | Erstveröffentlichung: 7. August 1989 · MX: ×3Dreifachgold     |
| 1990 | Amnesia En las buenas... y en las malas                    | Latin1 (21 Wo.)Latin | Erstveröffentlichung: 16. April 1990 · MX: ×2Doppelplatin     |
| 1990 | Atrapado En las buenas... y en las malas                   | Latin7 (16 Wo.)Latin | Erstveröffentlichung: 3. September 1990                       |
| 1991 | Esa mujer En las buenas... y en las malas                  | Latin5 (19 Wo.)Latin | Erstveröffentlichung: 1. April 1991                           |
| 1991 | Un hotel en vez de corazon En las buenas... y en las malas | Latin15 (10 Wo.)Latin | Erstveröffentlichung: 17. Juni 1991                           |
| 1992 | 40 y 20                                                    | Latin4 (17 Wo.)Latin | Erstveröffentlichung: 28. September 1992 · MX: ×2Doppelplatin |
| 1993 | Eso no más 40 y 20                                         | Latin5 (15 Wo.)Latin | Erstveröffentlichung: 1. Februar 1993                         |
| 1994 | Grandeza Mexicana                                          | Latin12 (7 Wo.)Latin | Erstveröffentlichung: 4. Juli 1994                            |
| 1996 | Llora corazón Mujeriego                                    | Latin7 (14 Wo.)Latin | Erstveröffentlichung: 8. April 1996                           |
| 1998 | El más feliz del mundo Tesoros                             | Latin19 (6 Wo.)Latin |                                                               |

Weitere Singles
- 1970: El triste (MX: ×5Diamant + Fünffachgold )
- 1970: La Nave del Olvido (MX: ×7Siebenfachgold )
- 1977: El amar y el querer (MX: Diamant + Gold)
- 1977: Gotas de Fuego (MX: ×3Dreifachgold )
- 1978: Almohada (MX: Diamant)
- 1978: O tú o yo (MX: Platin)
- 1978: Volcán (MX: ×5Fünffachgold )
- 1978: Lo Que No Fue No Será (MX: ×7Siebenfachgold )
- 1978: Lo pasado, pasado (MX: ×2Doppelplatin )
- 1980: No Me Digas Que Te Vas (MX: ×3Dreifachgold )
- 1980: Amor, Amor (MX: Platin)
- 1981: Preso (MX: ×5Fünffachgold )
- 1981: Vamos a Darnos Tiempo (MX: ×3Dreifachplatin )
- 1982: Desesperado (MX: ×3Dreifachgold )
- 1983: Mi vida (MX: ×3Dreifachgold )
- 1983: Contigo no
- 1983: Y para qué
- 1983: Siempre te vas
- 1983: Nunca sabrán
- 1983: Lo dudo (MX: ×3Dreifachplatin )
- 1984: El amor acaba (MX: ×2Doppelplatin )
- 1984: Cuando Vayas Conmigo (MX: ×2Doppelplatin )
- 1984: Quiero perderme contigo
- 1984: He Renunciado a Ti (MX: ×5Fünffachgold )
- 1984: Entre ella y tú
- 1984: A esa
- 1984: Esta noche te voy a estrenar
- 1984: Voy a Llenarte Toda (MX: Platin)
- 1984: Lágrimas (MX: ×3Dreifachgold )
- 1984: Payaso (MX: ×3Dreifachgold )
- 1985: Gavilán o paloma (MX: ×4Vierfachplatin )
- 1985: Disimula
- 1985: ¿Y qué? (MX: Platin)
- 1985: Seré (MX: ×5Fünffachgold )
- 1985: Tú ganas
- 1985: De hombre a hombre
- 1985: Adiós princesa
- 1985: Me vas a echar de menos (MX: Platin)
- 1986: Amantes
- 1986: Más
- 1986: Tu me estás volviendo loco
- 1986: Promesas
- 1986: Lástima
- 1986: Yo
- 1987: Dos amores
- 1987: Por estar contigo
- 1988: Quiero morir en tu piel
- 1989: Condenado
- 1989: ¿Qué es el amor?
- 1989: Tal vez por nada
- 1990: Los amantes
- 1990: Ni me lo digas
- 1991: Uno mismo
- 1991: Hay un mañana (mit Valeria Lynch)
- 1993: Así de fácil
- 1993: Cirano
- 1993: Lo que quedó de mí
- 1993: Cómo lo haces (Esas mujeres)
- 1993: Esta noche
- 1994: La fuerza de la sangre (mit José Joel)
- 1995: La barca de nuestro amor
- 1995: No existe la experiencia en el amor
- 1995: Mujer
- 1995: Déjalo todo
- 1995: Nadie como ella
- 1995: Me olvidé de olvidarte
- 1995: Mujeriego
- 1996: Bohemio
- 1996: No valió la pena
- 1996: Donde andarás
- 1996: Dele gracias a la vida
- 1996: Olvídame
- 1996: Mañana sí
- 1998: Distancia
- 1998: Ojalá que te mueras
- 1998: Sin tí
- 1998: Amar sin ser amado
- 1998: Cariño
- 1999: Triste tarde gris
- 1999: No hay otro remedio
- 1999: Cómo duele
- 1999: La llamaban María
- 2001: Cada vez y cada vez
- 2002: Cómo hacer para olvidar
- 2002: Qué bonito amor

## Auszeichnungen für Musikverkäufe
| Goldene Schallplatte - Mexiko - 2004: für das Album El príncipe con trío Vol. 2 - 2004: für das Album El príncipe con trío Vol. 3 - 2005: für das Videoalbum Biografía en una canción Vol. 2 - 2005: für das Videoalbum Biografía en una canción Vol. 3 - 2005: für das Videoalbum Biografía en una canción Vol. 1 - 2006: für das Album Las número uno de José José - 2022: für das Album José José Duetos Volumen 2 |

Anmerkung: Auszeichnungen in Ländern aus den Charttabellen bzw. Chartboxen sind in ebendiesen zu finden.
| Land/RegionAuszeichnungen für Musikverkäufe (Land/Region, Auszeichnungen, Verkäufe, Quellen) | Gold       | Platin       | Diamant     | Verkäufe  | Quellen         |
| -------------------------------------------------------------------------------------------- | ---------- | ------------ | ----------- | --------- | --------------- |
| Mexiko (AMPROFON)                                                                            | 23× Gold23 | 49× Platin49 | 3× Diamant3 | 4.485.000 | amprofon.com.mx |
| Vereinigte Staaten (RIAA)                                                                    | —          | Platin1      | —           | 60.000    | riaa.com        |
| Insgesamt                                                                                    | 23× Gold23 | 50× Platin50 | 3× Diamant3 |           |                 |